# Freddy E. Silva
Freddy E. Silva (født 7. april 1976) er en oprindelig chilensk, nu dansk forfatter, der debuterede med sin første roman, sci-fi-thrilleren Mediatropolis i 2012, udgivet i 2012 af Forlaget Valeta.

### Romaner
- Mediatropolis (2012)
- Virtropolis (2018)

### Noveller
- Heksejægeren – antologien Velkommen til dybet (Tellerup, 2011)
- Bag Adonais spejl – antologien Bag Adonais spejl (Kandor, 2011)
- Stumt Vanvid – antologien Dystre Danmark 2 (H Harksen Productions, 2011)
- Min Modstanders Dagbog - antologien De Andres Blod (Valeta, 2014)
- Djævelens Korsvej - antologien Krinoline & Kedsomhed (Science Fiction Cirklen, 2018)
- Shenzhen Hardware - antologien Sandsynlighedskrydstogt, Lige Under Overfladen 14 (Science Fiction Cirklen, 2019)
- Rising Sun - antologien Mørkets Gerninger (Forlaget Petunia, 2019)
- Hotel - antologien Mørkets Gerninger Går Igen (Forlaget Petunia, 2020)
- Hotel & Rising Sun - e-bogs udgivelse af de to noveller samlet (Forlaget Petunia, 2020)
- Mørket i Puort Assant - magasinet Read.Die.Repeat vol. 1 (Forlaget Read.Die.Repeat, 2021)
- Ghostwriter - magasinet Read.Die.Repeat vol. 2 (Forlaget Read.Die.Repeat, 2021)
- Rædselen i Tres Torres -  antologien Fantastiske Fabulationer 1 (Forlaget Ildanach, 2021)
- Den sidste december - antologien Exteria (Science Fiction Cirklen, 2022)
- Slaven i Skyggerne - magasinet Read.Die.Repeat vol. 3 (Forlaget Read.Die.Repeat, 2022)
- De Udvalgte og de fordømte - antologien Fantastiske Fabulationer 2 (Forlaget Ildanach, 2022)